# Carbonari

Carbonaris flagga

Carbonari (italienska), egentligen, "kolare", medlemmar av det hemliga politiska sällskapet carbonara, som bildades i kungariket Neapel (omkring år 1807) och senare utbredde sig över hela Italien och Frankrike. Rekryterat av missnöjda republikaner, hade det först sitt tillhåll i Abruzzernas och Kalabriens bergstrakter. Till en början gjorde dessa missnöjda endast var för sig motstånd mot myndigheterna, men snart organiserade de sig till ett sällskap, vilket tog namn efter kolaryrket, som ivrigt bedrevs i nämnda bergsbygder. Från detta yrke och från den kristna religionen hämtade de ämnen till en mystisk rit och till en besynnerlig fraseologi, under vilka de dolde sina syften. En carbonariloge kallades baracca (hydda), ett vanligt möte vendita (försäljning), ett viktigt möte alta vendita (betydande försäljning). De ord, som tjänade till att uttrycka sällskapets innersta avsikt, var lånade från religionen. "Lammet" betecknade sålunda Kristus, tyranniets förnämsta offer, under det "vargen", som dödat lammet, representerade de despotiska styrelserna. Carbonari svor på att hämnas "lammets" död, och "vargens" tillintetgörelse var deras symboliska lösen. Sällskapet hade fyra grader, och receptionsceremonierna utmärktes av en mängd mystiska bruk. Försöket att åstadkomma en fullständig organisation, genom att upprätta en centralstyrelse, lyckades ej. Carbonaris egentliga centrum var kungariket Neapel, där de efter år 1816 skall ha räknat omkring 16 000 medlemmar, bland dem många banditer, som skandaliserade sällskapet genom sina förbrytelser, men även i Kyrkostaten och i Lombardiet var de talrika. Deras mål var först fransmännens utdrivande ur Neapel, och i förening med Bourbonerna försökte de störta Joachim Murat, som dock slog dem tillbaka samt tillfångatog och lät avrätta deras chef Capobianco. Efter restaurationen av Bourbonerna i Neapel och Sicilien, som fick det gemensamma namnet Bägge Sicilierna arbetade de för Österrikes utestängande från halvön, Italiens enande och ett konstitutionellt statsskicks införande. I Neapel förföljdes de av regeringen, varför de blev särdeles populära såsom frihetens förkämpar. De vann där också anhängare bland officerare, studenter, konstnärer och till och med präster, samt organiserade upproren i Neapel 1820, Kyrkostaten samma år och Piemonte 1821. Krossade av Österrikes försvar, gick de sedan alltmer tillbaka i makt, men dök åter upp vid resningen i Neapel 1827 och vid upproret i Italien 1831. De efterträddes sedermera av Giuseppe Mazzinis mer livskraftiga organisation "La giovine Italia" ("Unga Italien").
Omkring 1820 började carbonarismen slå rot i Frankrike och fick där en vida kraftigare organisation än i Italien. Logerna bar namnen ventes particulières, ventes centrales, hautes ventes och ventes suprêmes. Sin största spridning vann carbonarismen där bland underofficerare och studenter. I likhet med bröderna i Italien försökte de franska carbonari år 1821 åstadkomma en revolution, men misslyckades. Emellertid var de ända till 1821 en verksam medelpunkt för det revolutionära missnöjet. Efter julirevolutionen 1830 slöt sig de flesta bland dem till Ludvig Filips regering.